# تسویوشی ساتو
تسویوشی ساتو (انگلیسی: Tsuyoshi Sato؛ زادهٔ ۵ فوریهٔ ۱۹۸۸) بازیکن فوتبال اهل ژاپن است.